# Byron Lichtenberg
Byron Kurt Lichtenberg (Stroudsburg, 19 febbraio 1948) è un ex astronauta e ingegnere statunitense.
Dal 1978 al 1984 è stato un ricercatore per il Massachusetts Institute of Technology.
Ha partecipato alle missioni STS-9 e STS-45 dello Space Shuttle in qualità di specialista del carico, ruolo che ha assunto per primo in un volo dello Shuttle.